# Partido Popular Socialista (México)
O Partido Socialista Popular (em espanhol:  Partido Popular Socialista, PPS) é um partido comunista no México. Foi fundado em 20 de junho de 1948 como o Partido Popular (Partido Popular) por Vicente Lombardo Toledano.

## Resultados eleitorais

### Eleições presidenciais
| Data | Candidato apoiado         | CI. | Votos      | %             |
| ---- | ------------------------- | --- | ---------- | ------------- |
| 1952 | Vicente Lombardo Toledano | 4.º | 72 482     | 2,0 / 100,0   |
| 1958 | Adolfo López Mateos       | 1.º | 6 767 754  | 90,4 / 100,0  |
| 1964 | Gustavo Díaz Ordaz        | 1.º | 8 368 446  | 88,8 / 100,0  |
| 1970 | Luis Echeverría           | 1.º | 11 970 893 | 86,0 / 100,0  |
| 1976 | José López Portillo       | 1.º | 16 727 993 | 100,0 / 100,0 |
| 1982 | Miguel de la Madrid       | 1.º | 16 748 006 | 74,3 / 100,0  |
| 1988 | Cuauhtémoc Cárdenas       | 2.º | 5 911 133  | 30,9 / 100,0  |
| 1994 | Marcela Lombardo Otero    | 8.º | 166 594    | 0,5 / 100,0   |

### Eleições legislativas

#### Câmara dos Deputados
| Data | M. Uninominal | M. Uninominal | M. Uninominal | M. Uninominal | M. Proporcional | M. Proporcional | M. Proporcional | M. Proporcional | Deputados | +/- |
| Data | CI.           | Votos         | %             | +/-           | CI.             | Votos           | %               | +/-             | Deputados | +/- |
| ---- | ------------- | ------------- | ------------- | ------------- | --------------- | --------------- | --------------- | --------------- | --------- | --- |
| 1949 | 3.º           | 10 352        | 0,5 / 100,0   |               |                 |                 |                 |                 | 1 / 149   |     |
| 1952 | 4.º           | 32 194        | 0,9 / 100,0   | 0,4           | 2 / 161         | 1               |                 |                 |           |     |
| 1955 | 3.º           | 42 621        | 0,7 / 100,0   | 0,2           | 2 / 162         | Estável         |                 |                 |           |     |
| 1958 | 3.º           | 50 145        | 0,7 / 100,0   | Estável       | 1 / 162         | 1               |                 |                 |           |     |
| 1961 | 3.º           | 65 143        | 1,0 / 100,0   | 0,3           | 1 / 178         | Estável         |                 |                 |           |     |
| 1964 | 3.º           | 123 837       | 1,4 / 100,0   | 0,4           | 10 / 210        | 9               |                 |                 |           |     |
| 1967 | 3.º           | 215 087       | 2,3 / 100,0   | 0,9           | 10 / 212        | Estável         |                 |                 |           |     |
| 1970 | 3.º           | 188 854       | 1,4 / 100,0   | 0,9           | 10 / 213        | Estável         |                 |                 |           |     |
| 1973 | 3.º           | 541 833       | 4,0 / 100,0   | 2,6           | 10 / 231        | Estável         |                 |                 |           |     |
| 1976 | 3.º           | 479 228       | 3,2 / 100,0   | 0,8           | 12 / 237        | 2               |                 |                 |           |     |
| 1979 | 4.º           | 380 719       | 2,9 / 100,0   | 0,3           | 4.º             | 389 590         | 3,0 / 100,0     |                 | 11 / 400  | 1   |
| 1982 | 5.º           | 395 006       | 1,9 / 100,0   | 1,0           | 5.º             | 459 303         | 2,1 / 100,0     | 0,9             | 10 / 400  | 1   |
| 1985 | 6.º           | 349 680       | 2,1 / 100,0   | 0,2           | 6.º             | 441 567         | 2,6 / 100,0     | 0,5             | 11 / 400  | 1   |
| 1988 | 4.º           | 1 673 863     | 8,9 / 100,0   | 6,8           | 4.º             | 1 673 863       | 9,2 / 100,0     | 3,6             | 37 / 400  | 26  |
| 1991 |               |               |               |               |                 |                 |                 |                 |           |     |
| 1994 |               |               |               |               |                 |                 |                 |                 |           |     |
| 1997 |               |               |               |               |                 |                 |                 |                 |           |     |

#### Senado
| Data | M. Uninominal | M. Uninominal | M. Uninominal | M. Uninominal | M. Proporcional | M. Proporcional | M. Proporcional | M. Proporcional | Senadores | +/- |
| Data | CI.           | Votos         | %             | +/-           | CI.             | Votos           | %               | +/-             | Senadores | +/- |
| ---- | ------------- | ------------- | ------------- | ------------- | --------------- | --------------- | --------------- | --------------- | --------- | --- |
| 1964 | 3.º           | 57 617        | 0,7 / 100,0   |               |                 |                 |                 |                 | 0 / 64    |     |
| 1970 | 3.º           | 143 648       | 1,1 / 100,0   | 0,4           | 0 / 64          | Estável         |                 |                 |           |     |
| 1976 | 3.º           | 438 850       | 2,9 / 100,0   | 1,5           | 0 / 64          | Estável         |                 |                 |           |     |
| 1982 | 5.º           | 375 059       | 1,7 / 100,0   | 1,2           | 0 / 64          | Estável         |                 |                 |           |     |
| 1988 | 4.º           | 1 702 203     | 9,0 / 100,0   | 7,3           | 1 / 64          | 1               |                 |                 |           |     |
| 1991 |               |               |               |               |                 |                 |                 |                 |           |     |
| 1994 |               |               |               |               |                 |                 |                 |                 |           |     |
| 1997 |               |               |               |               |                 |                 |                 |                 |           |     |